# 염진우
염진우(1993년 5월 3일 ~ )은 전 KBO 리그 야구 선수의 투수이다. 1군 경기 없이 은퇴했다. 

## 출신학교
- 원주 일신초등학교
- 원주중학교
- 원주고등학교
- 디지털서울문화예술대학교 (2002학번)